# Ioné Puga Doreste
Ioné Puga Doreste (Las Palmas, 7 d'agost de 1986) és un futbolista canari, que ocupa la posició de porter.

## Trajectòria
Format al planter de la UD Las Palmas, passa del juvenil a l'altre gran equip de l'illa, el Universidad de Las Palmas CF. Seria cedit al filial del RCD Mallorca. A la temporada 07/08 és convocat en diversos partits del primer equip illenc, però no arriba a debutar en lliga. El Mallorca no fa bona l'oferta de compra i retorna al Universidad.
Posteriorment, la seua carrera prossegueix en equips modestos, com el CD Linares, el Villa de Santa Brígida i el Castillo CF.